# كاميرون ليزلي (مروج موسيقى)
كاميرون ليزلي (بالإنجليزية: Cameron Leslie) هو مروج موسيقى نيوزيلندي، ولد في 1 مايو 1973.